# Nechí
Nechí – miasto w Kolumbii, w departamencie Antioquia.